# 輔弼
輔弼（ほひつ）とは、天皇の行為としてなされるべき、あるいは、なされざるべきことについて進言すること。特に大日本帝国憲法下において、天皇に大権（天皇大権）の施行に過誤がないよう意見を進言することを意味した概念。

## 官職としての輔弼
1868年2月（慶応4年〈明治元年〉2月）に三職八局を置いたとき、総裁局に副総裁に次ぐ官職として輔弼（定員2人）を置き、これ議定職として宮・公卿をこれに任ずるとした。議定の中山忠能と正親町三条実愛を輔弼に任じた。
宸翰の副書には総裁と輔弼が連署した。

## 前史
大日本帝国憲法以前にも「輔弼」という概念は存在した。1871年の太政官制度の改革により三院制が導入され、このうち最高機関である正院においては、天皇の臨御の下、太政大臣、納言（左右大臣）、参議の三職がおかれることになる。三職のうち、天皇を「輔弼」することができるのは前二者のみであり、参議は前二者を「補佐」することしかできないとされ、天皇との距離が明確に区別されていた。
正院制度にはさまざまな矛盾点が存在したため、1873年には再び改革がなされたものの（このときに「内閣」という用語が登場）、太政大臣と左右大臣のみが天皇の「輔弼」を担う、という枠組みに変更はなかった。征韓論の問題において、正院の決定が明治天皇の聖断により覆されたのも、右大臣（太政大臣代理）岩倉具視が西郷隆盛ら参議達にはない天皇の「輔弼」権限を保有していたからである。岩倉は自身が持つ「輔弼」権限を利用し、その政治的影響力を長く行使し続けた。また、元田永孚や佐々木高行ら宮中グループの台頭も大臣の「輔弼」権限を背景にしたものであった。
一方、伊藤博文は岩倉達に対抗するため、参議と内閣の地位向上に腐心することになる。参議省卿分離論と呼ばれる構想がそれであり、1880年の太政官中六部分掌事務においては内閣の地位向上を意識した規定を盛り込むことに成功するが、その直後におきた外債問題においては、外債募集に反対である岩倉と宮中グループは「輔弼」権限を最大に利用することにより明治天皇を操り、参議と省卿を分裂させ政争に勝利した。つづく財政再建問題において、岩倉は米納論を主張するも、これは参議のみならず宮中グループにも不評であり、伊藤達は岩倉に政治的に一矢報いることに成功するが、そのためには「輔弼」権限をもつ三条実美の力を借りることが必要であった。
明治十四年の政変による混乱を収拾するのに主導的な役割を果たした伊藤は、天皇親政指向の井上毅らと協調し、「輔弼」をめぐる参議と大臣の格差を埋める改革に着手するものの、その実行のためには岩倉の死を待たねばならなかった。岩倉の死後、1885年、空位となった右大臣の後任に伊藤を当てようと明治天皇と三条実美は動くが、制度の抜本的な改革を志向する伊藤に拒絶され、伊藤が導入を主張する内閣制度を取り入れざるをえなくなる。1885年12月には内閣職権が導入され、一般国務においての「輔弼」権限の内閣の独占がうたわれた。ただし、軍機事項においては、軍部の「輔弼」を認めている。また、宮中における「輔弼」については、太政官達68号において「常侍輔弼」の制を明記し、内大臣（初代：三条実美）と宮中顧問官をそれに当たらせることにより、三条や宮中グループに一定の配慮を示した。ただし宮中の事務につき輔弼する宮内大臣には、それまで宮内卿であった伊藤が引き続く形で就任した。
伊藤と井上は大日本帝国憲法の起草に大きな役割を果たしたが、内閣と天皇をめぐる両者の思想は全く異なるものであり、帝国憲法には両者の妥協ともいえる規定の欠如が存在しており、大日本帝国憲法における内閣規定の欠如もその一つである。内閣の独自性を肯定する伊藤と天皇権力の内閣による制約を危惧する井上との妥協が図られたため、後の日本国憲法にみられるような内閣総理大臣の首長性と主権者に対する内閣の連帯責任規定のようなものは設けられず、上記のような各国務大臣の単独輔弼規定が設けられるに留まった。1889年には内閣官制が設けられているが、内閣総理大臣の地位の低下がみられる一方で、内閣の一体性を保つ配慮が図られた。一方で軍の帷幄上奏権は引き続き維持された。
伊藤と井上の妥協の産物としては枢密院の設置もあげられている。1888年の枢密院官制が成立し、枢密院は内閣と共に天皇の輔弼機関であると定められ、ここでも内閣の地位の後退がみられる。なお、初代の枢密院の議長は伊藤である。後に伊藤が枢密院議長を辞職すると、明治天皇の要請により元老制度が導入され、伊藤は黒田清隆と共に最初の元老となった。後にこの元老も輔弼の一端を担うようになり、輔弼権限の分散化は伊藤の政治的足跡と軌を一にするといえる。

## 大日本帝国憲法下の輔弼制度
天皇大権とは大日本帝国憲法下において国法上天皇に属するとされた権能を指す。この各大権の性質に応じて異なる機関が輔弼を担った。
天皇大権のうち憲法に定められた議会の議決や他の機関への委任をすることなく行使することができる国務に関する権能（憲法第6条から第16条までに定められた権能）を国務上の大権といった。大日本帝国憲法では一般国務について「国務各大臣ハ天皇ヲ輔弼シ其ノ責ニ任ス」（55条1項）と定められている。
憲法上の国務上の大権に対し、天皇の皇室の家長としての地位に基づく皇室法上の大権（皇室大権）に関しては憲法ではなく皇室典範及び皇室令で規定され、宮内大臣の輔弼に属するものとされた。また、従来の制として内大臣が常侍輔弼の任に当たることとされた。
また、憲法上の大権事項のうち統帥権（第11条）の輔弼は国務大臣の輔弼の管轄外とされ、陸軍は参謀総長、海軍は軍令部総長の輔弼を受けることとされた。内閣官制第7条により統帥に関する事項は内閣総理大臣を経ずにこれらの軍令機関が直接上奏し、国務に関連するものについては内閣に下付されるものを除いて陸海軍大臣が内閣総理大臣に報告することとされた（帷幄上奏）。後に、一般行政にまで統帥権に基づく輔弼行為の行使として帷幄上奏をするようになり、結果的に軍部の暴走を招いたという指摘がある。
帝国憲法下の輔弼責任に関しては憲法学上の対立がみられるが、多数派説は美濃部達吉らの天皇機関説によるもので、天皇は大権の行使に当たり国務大臣の輔弼を受けることは憲法上拒否できないとの学説が通説とされていた。
憲法第3条において天皇は「神聖不可侵」とされており、国務上の決定による影響が天皇に累が及ぶのを避けるため、輔弼者は決定による責任の一切を負うことになる。そのため、天皇と輔弼者との意見は最終的に一致することが求められた。輔弼者は憲法上の義務を果たすため、天皇が国家のために有益な行為をなすように積極的に意見具申をする義務を負っており、国務について天皇と意見の対立がある場合にはそれを解消させる義務があった。
天皇と輔弼者の対立としては、輔弼者による上奏に天皇が異を唱え、裁可を拒否する場合と、天皇の側から国務に対する積極的な意思がなされ、輔弼者がそれに異を唱える場合とがある。このいずれの場合も、天皇および輔弼者の両者の合意のない国務が執行されない仕組みが整えられていた。
- 前者の場合、輔弼者は「輔弼の任を果たせなかった」として、辞任することになる。後任の輔弼者も同じ意見を唱えて天皇と対立する場合は、輔弼者の辞職が繰り返されることになり、天皇の意志が国策として決定されることはない。また、憲法学では天皇が裁可を拒否する権利はあったとされるが、実際には天皇が拒否権を発動したことは一度もなかった[13]。
- 後者の場合、天皇が国務に関わる勅旨を発しようとした時、輔弼者が副署をすることが求められる。学説では、輔弼者は副署を拒むことはできないとされており、副署を拒む場合、辞任せざるを得なかった。後任の輔弼者の場合も前者と同じであり、天皇が意見具申を受け入れて勅旨を撤回するか、天皇の意見を容れて副署する輔弼者が現れるまで、輔弼者の辞任が繰り返されることになる。勅旨は輔弼者の副署がなくては発効しないため、天皇の意志はその結果の責任を負う輔弼者が現れるまでは実現する余地がない[14]。

## 日本国憲法下
日本国憲法下においては、天皇の国事行為は全て合議体である内閣の「助言と承認」の下に行われるとされているが、旧憲法下の国務大臣の「輔弼」の性格との関連性については憲法学者の間でもさまざまな見解がある。